# Różnica symetryczna zbiorów

Diagram Venna dla (różnica symetryczna oznaczona jest kolorem jasnofioletowym)

Różnica symetryczna zbiorów {\displaystyle A} i {\displaystyle B} – zbiór, do którego należą elementy dokładnie jednego z tych zbiorów, czyli zbioru {\displaystyle A} nienależące do zbioru {\displaystyle B} oraz elementy zbioru {\displaystyle B} nienależące do zbioru {\displaystyle A}.
To działanie dwuargumentowe oznacza się różnymi symbolami: {\displaystyle {\dot {-}},} {\displaystyle \Delta } oraz {\displaystyle \oplus }. Można je formalnie definiować przez sumę i różnicę zbiorów, a także równoważnie, odwołując się też do przekroju:
{\displaystyle {\begin{aligned}A{\dot {-}}B:=&\ (A\setminus B)\cup (B\setminus A)=\\=&\ (A\cup B)\setminus (A\cap B).\end{aligned}}}
Pojęcie to pojawiło się najpóźniej w XX wieku; w 1936 roku użył go Marshall Stone.

## Własności
- Jeśli {\displaystyle A\subseteq B,} to {\displaystyle A{\dot {-}}B=B\setminus A.}

Różnica symetryczna trzech zbiorów, pokazująca łączność tego działania

- Za pomocą różnicy symetrycznej i iloczynu można zdefiniować sumę i różnicę zbiorów:
  - Jeśli {\displaystyle A\cap B=\emptyset ,} to {\displaystyle A{\dot {-}}B=A\cup B;} ogólniej, {\displaystyle A\cup B=A{\dot {-}}B{\dot {-}}(A\cap B)}[3].
  - {\displaystyle A\setminus B=A{\dot {-}}(A\cap B)}[3]
- Zbiór {\displaystyle A{\dot {-}}(B{\dot {-}}C)} składa się z elementów należących albo do wszystkich trzech zbiorów, albo do dokładnie jednego z nich. Z uwagi tej wynika łączność tego działania[3][4].
- Zbiór potęgowy {\displaystyle {\mathcal {P}}(A)} zbioru {\displaystyle A} z operacją różnicy symetrycznej tworzy grupę przemienną, gdyż działanie to:
  - jest operacją łączną,
  - jest operacją przemienną,
  - ma element neutralny – jest nim zbiór pusty: {\displaystyle A{\dot {-}}\varnothing =A}[4],
  - ma element odwrotny dla dowolnego zbioru {\displaystyle A} – jest nim sam zbiór {\displaystyle A,} gdyż {\displaystyle A{\dot {-}}A=\varnothing }[4].
- Działanie przekroju zbiorów jest rozdzielne względem różnicy symetrycznej[7].
- Z powyższych powodów zestaw {\displaystyle ({\mathcal {P}}(A),{\dot {-}},\cap )} tworzy pierścień – łączny, przemienny i z jedynką, w którym dodatkowo {\displaystyle A\cap A=A} dla wszystkich {\displaystyle A\in {\mathcal {P}}(A).} Jest to przykład pierścienia Boole’a.

## Różnica symetryczna w logice
Przyjmując, że zdanie logiczne {\displaystyle a} oznacza: „{\displaystyle x} należy do zbioru {\displaystyle A}”, natomiast zdanie {\displaystyle b{:}} „{\displaystyle x} należy do zbioru {\displaystyle B}” to zdanie {\displaystyle x\in A{\dot {-}}B} można równoważnie zapisać jako {\displaystyle a{\underline {\lor }}b,} gdzie {\displaystyle {\underline {\lor }}} oznacza alternatywę rozłączną.